# Honda
Honda Motor Co., Ltd. (Kanji: 本田技研工業株式会社; Katakana: ホンダ; Rōmaji: Honda Giken Kōgyō Kabushiki gaisha), es una empresa de capital abierto de origen japonés fabricante de automóviles, motores para vehículos terrestres, acuáticos y aéreos, motocicletas, robots y demás refacciones para la industria automotriz.

## Historia
Fue fundada en 1949 en Hamamatsu (Shizuoka) por el ingeniero Sōichirō Honda con el nombre de Honda Technical Research Institute (Instituto Honda de Investigaciones Técnicas). La empresa arrancó cuando su fundador consiguió impulsar una bicicleta con un motor pequeño auxiliar. Esta anécdota, junto con la filosofía de su fundador, se ve reflejada en el actual eslogan de la empresa: "The Power of Dreams" ("el Poder de los Sueños") y en el espíritu innovador de la compañía, que define su misión como “ofrecer productos que contribuyen a la mejora de la movilidad de las personas y al bienestar de la sociedad”. Sōichirō Honda sintetizó en cierta oportunidad la filosofía de su empresa expresando que “los productos Honda son conocidos en el mundo no solamente por su buena calidad, sino también por la filosofía tras ellos: nuestra política es crear cosas que sirvan a los intereses de la gente”.
En marzo de 2009, el fabricante recortó su producción en 40% para reducir sus inventarios y afrontar la caída en sus ventas. También ha centrado sus esfuerzos en la estrategia de movilidad sostenible que desarrolla desde hace casi cuatro décadas, orientada a los coches ecológicos, como los híbridos y los impulsados por pila de combustible de hidrógeno, como el nuevo Insight y el FCX Clarity, respectivamente.[cita requerida]
Para 2018, reportaba unos ingresos de 15 360 000 000 ¥, un beneficio de explotación de 833 500 000 000 ¥, un beneficio neto de 1 050 000 000 ¥, activos totales por 19 340 000 000 ¥, con un capital social de 8 230 000 000 ¥, mientras que su plantilla total era de 215 638 empleados.
Para 2022, reportaba ingresos totales de 14 950 000 000 000 ¥, con un beneficio económico de 871 200 000 000 ¥, un beneficio neto de 707 000 000 000 ¥, activos totales de 23 970 000 000 000 ¥ y un capital social de 10 770 000 000 000 ¥.
| País           | Empleados |
| -------------- | --------- |
| Estados Unidos | 18,322    |
| Brasil         | 7,593     |
| Tailandia      | 7,556     |
| India          | 7,350     |
| Vietnam        | 5,461     |
| México         | 4,891     |
| Canadá         | 4,522     |
| Indonesia      | 2,818     |
| Malasia        | 2,031     |
| Filipinas      | 1,300     |
| Argentina      | 484       |
| Total          | 204,035   |

## Movilidad sostenible

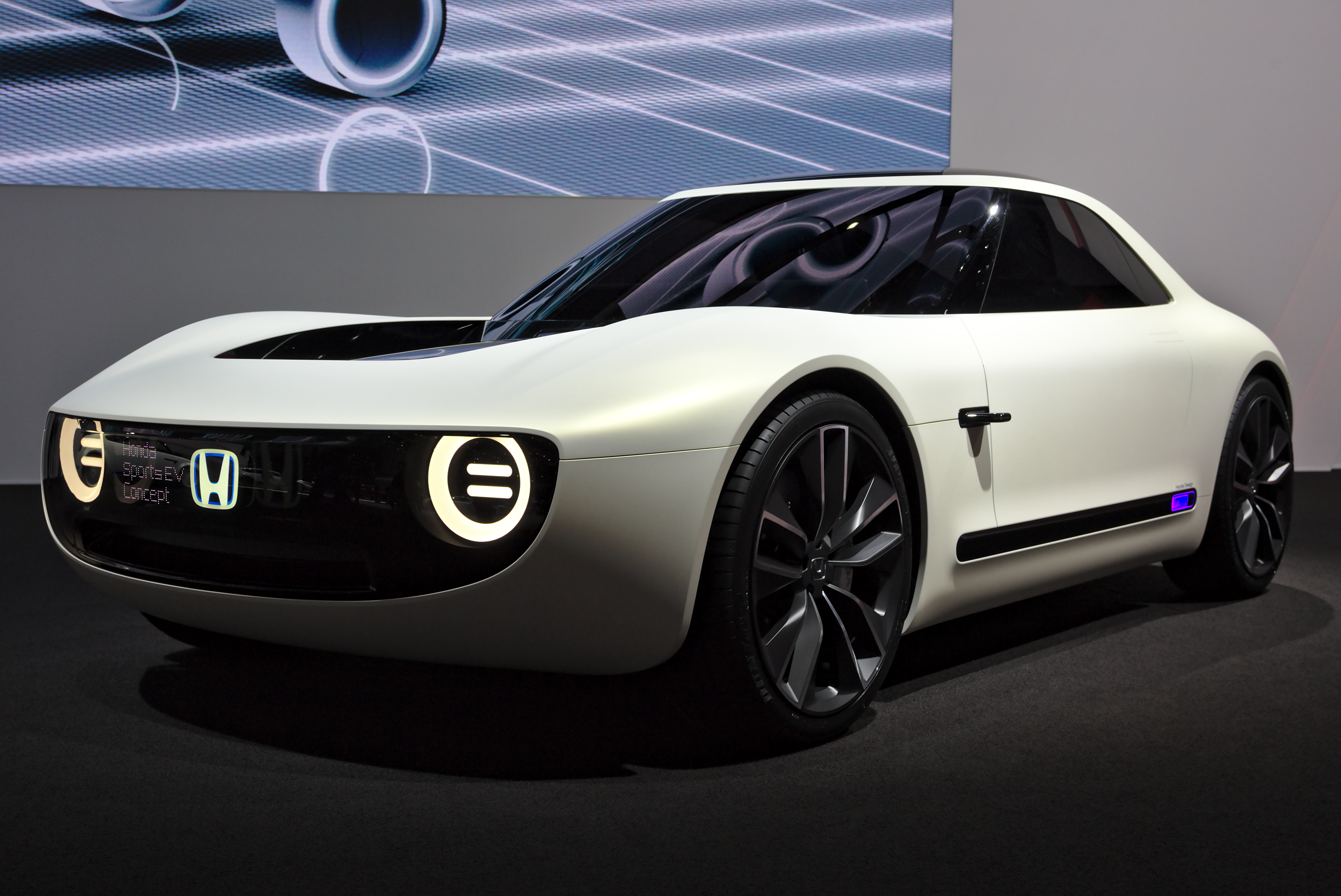
Prototipo eléctrico Sports EV, en el Salón del Automóvil de Ginebra de 2018.

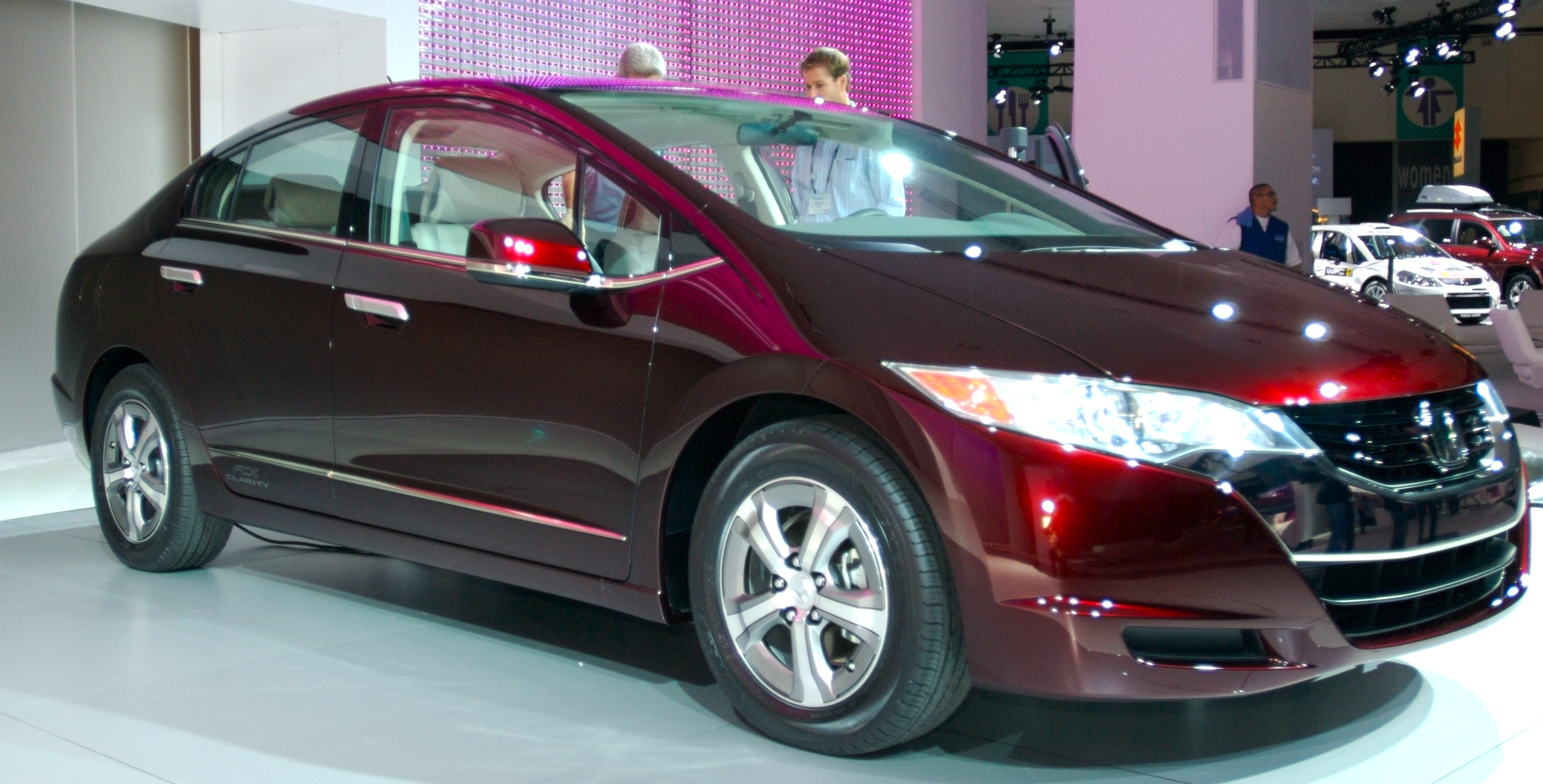
FCX Clarity, un coche de pila de combustible.

Uno de los puntos fuertes de Honda y su principal factor de diferenciación respecto a otras empresas automotrices es la investigación y desarrollo de tecnologías que permitan alcanzar la llamada movilidad sostenible, estrategia que comenzó hace ya más de 30 años. Hoy en día, la compañía está centrada en impulsar los vehículos híbridos, ya que considera que esta tecnología es actualmente la más eficaz para reducir las emisiones contaminantes y una de las pocas ya disponibles y accesibles de forma masiva en el mercado. Honda cree que los híbridos son el paso intermedio lógico hacia tecnologías completamente limpias. Con este objetivo, Honda lanzó en febrero de 2009 el automóvil Insight, el último auto híbrido de su gama, heredero del Insight original (1999), fue el primer híbrido comercializado en Estados Unidos y Europa. A un precio capaz de competir con el de los coches convencionales, este modelo representa el esfuerzo que ha realizado la compañía para acercar la tecnología híbrida al gran público.
Gracias a las décadas dedicadas a la investigación, hoy los vehículos de Honda se encuentran entre los que generan menos emisiones contaminantes en cada una de sus categorías. Este esfuerzo se vio recompensado cuando, a principios de 2008, entró en vigor en España el nuevo impuesto de matriculación, basado en criterios de emisiones para primar los vehículos más ecológicos: Honda fue una de las empresas mejor posicionadas. De hecho, ya en diciembre de 1998, Hiroyuki Yoshino, expresidente de Honda Motor, dijo:

"Al final, la industria se verá obligada a cambiar al vehículo eléctrico, sea del tipo que sea, por batería de ion de litio o por una pila de combustible. Estamos ante una crisis energética global. Sé que ustedes ya han oído esto antes, pero esta vez es cierto. Puede suceder dentro de 30 años o, probablemente, sucederá antes, pero no hay forma de evitarlo..."

Además, el fabricante aplica un estricto programa de políticas centradas en un uso más eficaz de la energía, la reducción de emisiones contaminantes y la disminución del consumo de los motores que desarrolla, a fin de reducir su impacto medioambiental que alcanza a las áreas de producción, venta y servicio de postventa. Gracias a todo esto, la marca fue nombrada en 2007, por cuarto año consecutivo, como el Fabricante de Coches Más Verde (Union of Concerned Scientists) y es una de las tres empresas del sector automotriz incluidas en las primeras 100 de Empresas más Sostenibles del Mundo en 2008 (Corporate Knights Inc. Y Innovest Strategic Value Advisors Inc.)
Otra de las líneas preferentes de investigación para Honda es el desarrollo del FCX Clarity, impulsado por pila de combustible de hidrógeno más avanzado. La empresa lleva investigando el desarrollo de su vehículo de hidrógeno, primer y único vehículo de cero emisiones desde los años 1980 y es la única firma que ha obtenido la homologación para comercializar su vehículo impulsado por este sistema en Japón y los Estados Unidos. El FCX Clarity es un símbolo de la movilidad del futuro, de la economía de hidrógeno. También es capaz de recorrer 460 km (286 millas) sin repostar y alcanza una velocidad de 160 km/h (99 mph), emitiendo a la atmósfera solamente vapor de agua, es decir, cero emisiones contaminantes.

## Presencia en España

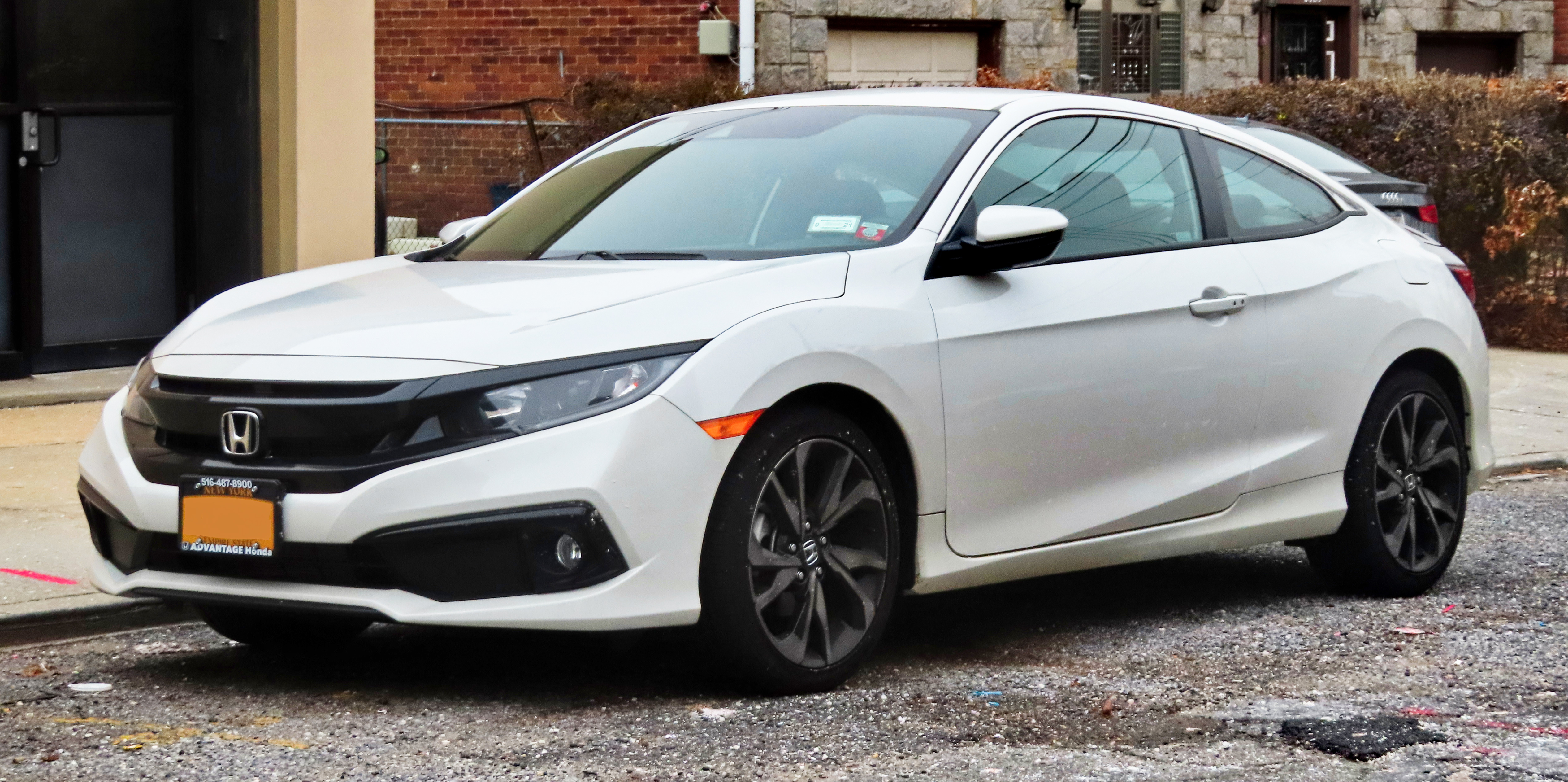
Rediseño del Civic cupé de 2019.

De la mano de Greens, la división Power Products, consistente en pequeña maquinaria agrícola, fue la primera apuesta de Honda en España, con un parque acumulado hasta hoy de más de un 1 000 000 unidades vendidas entre 1982 y 2007.
La actividad de Honda en España continuó en 1986, con la adquisición de Montesa, la firma de motocicletas española. Honda Automóviles España S.A. (HAESA), subsidiaria de la división de automóviles de Honda Motor Co., Ltd., se constituyó en 1988. Actualmente, la sede se encuentra en Santa Perpetua de Mogoda, Barcelona.
Además de dicha fábrica de Montesa, el fabricante también tiene en Barcelona otras divisiones de negocio: el Honda Logistic Center, desde donde se distribuyen refacciones a todo el sur de Europa; Honda Finance y la división de Power Products, representada por Greens Power Products.
En 2007, Honda Automóviles España, S.A batió su récord histórico de ventas, con un incremento del 26.5% respecto a los resultados del año anterior. En ese mismo año llegó a una cuota del 1.6% en el mercado español con su modelo más emblemático: el Civic, que alcanzó las 10 952 unidades vendidas, otra cifra récord en el mercado local.
Desde 2006, la compañía también ha apostado por introducir en el mercado español vehículos cada vez más limpios, cuando se lanzó el Civic Hybrid. El sistema IMA diseñado para los vehículos híbridos de la marca, cuenta con un motor de gasolina siendo el principal y otro auxiliar eléctrico muy ligero, que provee una potencia extra durante la aceleración y que acumula en la batería de ion de litio, la energía cinética que se perdería al frenar, de forma que se mejora considerablemente el rendimiento y la eficiencia del combustible. El Insight, el nuevo modelo híbrido, se lanzó al mercado europeo a principios de 2009.

## Presencia en Hispanoamérica

### En Argentina
Honda Motor Co., Ltd. se radica en Argentina siendo el primer fabricante japonés de motores con una subsidiaria.
Los primeros modelos importados fueron el Accord, Prelude y Civic en versión de cinco puertas. La importación de vehículos y motocicletas se vio interrumpida por los acontecimientos de la política económica de 1982, hasta la reactivación de la economía en 1991. En 1999, se constituyó Honda Automóviles de Argentina S.A., tomando a su cargo en forma directa la comercialización de automóviles.
En agosto de 2006, inauguró su primera planta productiva en dicho país, en Florencio Varela, donde fabrica su producto Honda Biz y ensambla la Wave y Storm. Con una producción de más de 300 unidades por día, cuenta con un equipo de 200 técnicos y operarios.
A partir del 21 de octubre de 2010, el fabricante se incorporó como socio a la Asociación de Fábricas de Automotores (ADEFA).
El 26 de mayo de 2011, inauguró su segunda planta y primera de producción automotriz en Campana (Argentina). Desde estas nuevas instalaciones, la empresa fabricaría la gama completa del City, que hasta entonces se ensamblaba en Brasil. En ese mismo año, también se anunció una inversión de US$3 000 000 (equivalente a $4 063 314 en 2023) para ensamblar motos en esa misma fábrica, a fin de reemplazar las importaciones desde Brasil y exportar motos y piezas a otros países de América Latina, incluso incorporar dos nuevos modelos de fabricación nacional ese año y otros tres el año siguiente.
En 2013, el fabricante cumplió 35 años de presencia en dicho país, durante los cuales ha desarrollado sistemas de calidad orientados a la máxima satisfacción de los clientes, tanto en sus productos como en el servicio de postventa.

### En Brasil
Inspirada en la singularidad de la cultura de la marca mundialmente practicada, la subsidiaria brasileña busca ampliar mucho más a los aficionados por sus productos y contribuir al desarrollo de ese país.
La historia de la compañía en dicho país tiene su inicio en los años 1970, cuando no existía prácticamente un fabricante en el mercado local que fuese capaz de proveer la alta demanda de motocicletas en ese país y en el continente centro y sudamericano. En vista de ello, el gran conglomerado industrial japonés funda su rama de Honda Motor do Brasil en 1971, comenzando con la importación de motocicletas y, dos años después, la línea de productos de generación de energía, plantas motrices y de maquinarias de construcción.
El más grande salto de la compañía en el país sudamericano ocurre en 1976, con el inicio de la producción local de motocicletas y luego, en 1997 con vehículos y motores. Hoy en día, en la planta Moto Honda da Amazônia LTDA. (HDA), en el estado de Manaos (AM/Por Amazonas), se fabrican a la vez motocicletas, cuadriciclos All Terrain Vehicle (ATV) y motores estacionarios aparte de plantas de bombeo y eléctricas. La subsidiaria en ese país es líder nacional en el sector de motocicletas y, en 2009, sobrepasaba la marca de 13 000 000 unidades producidas en sus plantas locales, lo que la situaba incluso como líder regional en el mercado de motocicletas.
Al control de Moto Honda da Amazônia están otras dos empresas, localizadas en la misma región: la primera es Honda Componentes da Amazônia LTDA. (HCA) y la segunda es la Honda Tecnologia da Amazônia Indústria e Comercio LTDA. (HTA).
En 1992, tiene lugar otro gran avance con el inicio de las importaciones de automóviles para dicho país. Con base en las buenas referencias de los usuarios de los mencionados vehículos, se dio la inauguración, en 1997 de la fábrica Honda Automóveis do Brasil (HAB), en la ciudad de Sumaré (SP/São Paulo) que en 2009, superó las 700 000 unidades fabricadas.
También existe una rama de banca local, la Honda Serviços Financeiros (HSF), que abarca a las compañías subsidiarias, tales como: Consorcio Nacional Honda, el Banco Honda y a la Corredora de Seguros Honda LTDA. Con la facilidad y el muy seguro acceso a los planes especiales de financiación por medio de su subsidiaria, muchos brasileños han visto su sueño de tener coche y/o motocicleta propia. La División de Servicios Financieros completaría 30 años en el mercado local brasileño en 2016.
En abril de 2014, el fabricante lanzó la tercera generación de su hatchback compacto Fit, producido en su planta local.

### En México

#### Guadalajara
Buscando establecer su séptima plataforma de comercialización de productos fuera de Japón, Honda envía en 1984 a un grupo de personas encabezado por el Hideo Kimura Okubo, a realizar un estudio de mercado para establecer una planta productiva en México. Se visitaron varias ciudades en el norte y centro del país y después de un análisis cuidadoso se tomó la decisión de establecerla en Jalisco, por su ubicación geográfica, clima, infraestructura adecuada, mano de obra calificada y sus universidades. Una vez autorizado el establecimiento de la planta por el Gobierno de México, en junio de ese año, el Sr. Kimura se encargó de la fundación de lo que hoy es Honda de México, S.A. de C.V. y, al mismo tiempo, se convirtió en el primer presidente de dicha subsidiaria.
Actualmente se llevan a cabo las siguientes actividades: ensamble y comercialización de motocicletas, fabricación y comercialización de refacciones y componentes para motocicletas, defensas y cubiertas para podadora de césped, ensamble de productos de poder y comercialización de refacciones, productos de fuerza y motores fuera de borda.
Hasta principios de 2020, la planta de Guadalajara produjo 63 000 vehículos anualmente del modelo HR-V. Después de la toma de decisión por parte de los directivos de Honda Norteamérica, la subsidiaria de México anunció que transferirá la producción del crossover HR-V que se fabricaba en dicha planta y concentraría toda la producción de automóviles en la planta de Celaya, Guanajuato a partir del inicio del 2020. La planta de Guadalajara enfocaría sus operaciones en la producción de motocicletas, productos de fuerza y refacciones. Esta decisión se tomó para optimizar la estructura de manufactura de automóviles de la subsidiaria de México, así como para mejorar la eficiencia comercial de la compañía. Con este ajuste de producción, la planta de Guadalajara continuaría suministrando motocicletas, productos de fuerza y refacciones de alta calidad, mientras que la planta de Celaya, con una capacidad de producción anual de 200 000 unidades, produciría con mayor eficiencia los modelos HRV y Fit para el mercado local y global.[cita requerida]

#### Celaya
En 2011, la firma anunció que instalaría una nueva planta armadora de vehículos y una planta de motores, esto a fin de satisfacer los mercados de Norteamérica, Sudamérica y Europa con vehículos del tipo Fit en sus modelos 2014 y, a partir de 2015, la introducción de un nuevo modelo llamado "Urban". La inversión alcanzó los US$850 000 000 (equivalente a $1 151 272 189 en 2023) y más de 3200 empleos directos en su primera etapa. Esta es la inversión más grande en dicho país del sector automotriz. La armadora planeaba producir en Celaya inicialmente 200 000 vehículos del subcompacto Fit y 200 000 motores de nueva generación. También se tenía proyectado iniciar operaciones en 2014, ubicada en una superficie de 566 hectáreas (1399 acre) para cubrir los mercados de Europa, Sudamérica y Norteamérica. Con operaciones en dicha ciudad, se esperaba que en los siguientes 5 años la producción anual ascendiera a 576 000 vehículos, 600 000 motores, además de que se planteaba la creación de una planta de transmisiones. Esto significa que para cuando la planta esté a su capacidad planeada, produciría anualmente el 10% de todos los vehículos que se fabrican en México, convirtiéndola en una de las plantas más grandes no solamente de ese país, sino de todo Norteamérica y Sudamérica.
En 2013 se anunció la construcción de una planta de transmisiones, con una inversión de más de US$470 000 000 (equivalente a $614 760 000 en 2023), con lo que el fabricante ratifica su confianza en Guanajuato y sus compromisos de elevar su producción de arranque de 370 000 transmisiones por año a 750 000 a partir de 2016, cuando comience a operar al 100% e incrementando su plantilla a 4,700 trabajadores a la fecha y a 8,000 en 5 años.